# Santa Barbara Museum of Art

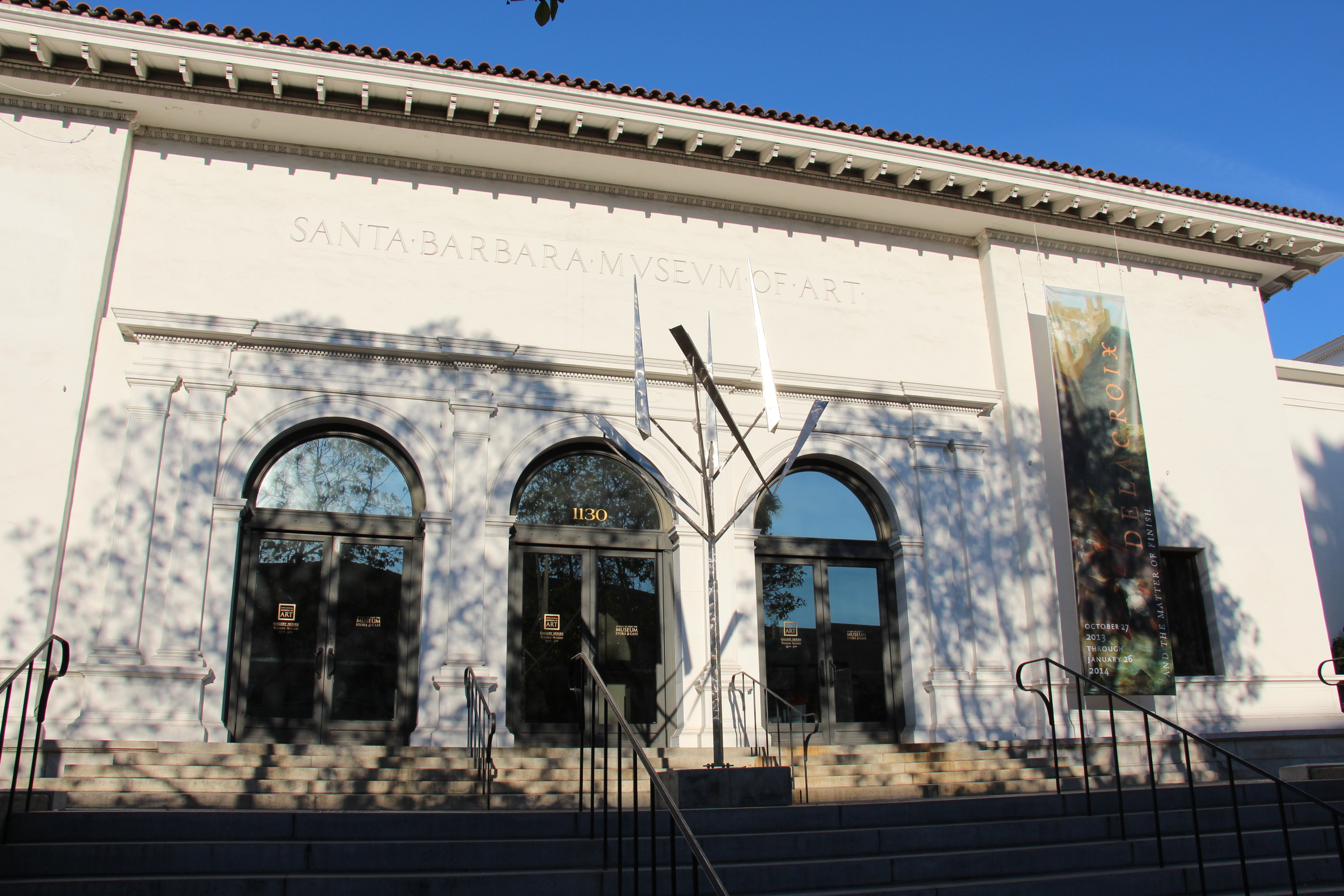
Santa Barbara Museum of Art, Eingangsfassade

Das Santa Barbara Museum of Art ist ein Kunstmuseum in Santa Barbara (Kalifornien). Die Sammlung des 1941 gegründeten Museums umfasst Kunstwerke von der Antike bis zur Gegenwart. Besonders umfangreich sind die Abteilungen für europäische Kunst, amerikanische Kunst und Kunst aus Asien.

## Geschichte
Die Gründung geht zurück auf Initiativen von verschiedenen Bürgern der Stadt. 1901 setzte sich Alexander Harmer dafür ein, örtlichen Künstlern eine Reihe von Ateliers zur Verfügung zu stellen. In den 1920er Jahren gründeten sich sowohl die Kunstschule Santa Barbara School of Arts als auch die Künstlervereinigung Santa Barbara Art Guild. 1930 öffnete ein nach der Stifterin Mary Faulkner Gould benannter Anbau der öffentlichen Bibliothek (Public Library), der als Faulkner Memorial Gallery Künstlern geeignete Ausstellungsflächen bot. Neben regionalen Künstlern präsentierten hier auch überregionale Künstler ihre Arbeiten.
Mitte der 1930er Jahre beschloss die amerikanische Bundesregierung in Santa Barbara ein neues Postamt (Post Office) in der Anacapa Street zu errichten, da das alte Postgebäude in der State Street Nr. 1130 für die erforderlichen Zwecke inzwischen zu klein geworden war. Der Umzug in den Neubau erfolgte im Mai 1937. Daraufhin ergriff die in Santa Barbara lebende Künstlerin Colin Campbell Cooper die Initiative und schlug im Juli des Jahres in einem Brief an die Zeitung Santa Barbara News-Press vor, das alte Postgebäude als Ausstellungsfläche für Künstler zu nutzen und es in ein Kunstmuseum umzugestalten. Diese Idee fand umgehend wichtige Unterstützer in dem Zeitungsherausgeber Thomas M. Storke und den Politikern Charles Leo Preisker und Sam Stanwood. Ihnen gelang es, das Gebäude für den relativ günstigen Preis von 60.000 US-Dollar von der Regierung zu erwerben. Das nach Plänen der Architekten Francis W. Wilson und Oscar Wenderoth errichtete Gebäude hatte bei seiner Fertigstellung 1914 100.000 Dollar gekostet.
Im Dezember 1939 kam es zur Gründung des Santa Barbara Museum of Art als gemeinnützige Gesellschaft. Als Gründungspräsident der Gesellschaft trat der Kunstsammler Buell Hammett sein Amt an. Weitere bedeutende Gesellschaftsmitglieder waren die Mäzenin Katherine McCormick, der Landschaftsmaler DeWitt Parshall und der Kunstsammler Wright S. Ludington. Das alte Postgebäude wurde von dem aus Chicago stammenden Architekt David Adler und seinem Kollegen Chester Carjola aus Santa Barbara umgebaut. Dem Zeitgeschmack entsprechend gaben sie dem ursprünglich im Beaux-Arts-Stil errichtet Gebäude eine neue Fassade in Anlehnung an den spanischen Kolonialstil und wandelten die Innenräume in Ausstellungsflächen um. Der Umbau wurde von einflussreichen Personen der Stadt finanziert, darunter McCormick, Ludington und Hammett. Im Gegenzug tragen einzelnen Galerieräume die Namen der Stifter. Im Januar 1940 konnte Donald Bear, der zuvor das Denver Art Museum geleitet hatte, als erster Museumsdirektor verpflichtet werden. Als am 5. Juni 1941 das Museum erstmals für Besucher öffnete, verfügte es nur über einen kleinen Bestand von 45 Kunstwerken. Zu sehen waren daher in der Anfangszeit überwiegend Ausstellungen mit Leihgaben von privaten Sammlern. Von Beginn an fand das Museum großen Zuspruch bei der Bevölkerung und bereits im ersten Jahr des Bestehens verzeichnete das Haus mehr als 75.000 Besucher. Zum Erfolg trug auch das Bildungsprogramm des Museums bei, das aus eigenen Kursen im Haus und der Zusammenarbeit bei der Kunsterziehung mit den Schulen der Umgebung bestand.
1942 kam es mit der Stanley R. McCormick Gallery zur ersten Erweiterung des Museums, der 1963 die Sterling and Preston Morton Galleries folgten. Weitere Erweiterungen waren 1985 der Anbau des Alice Keck Park Wing und 1998 die Eröffnung des Jean and Austin H. Peck, Jr. Wing. Zudem wurde für die Bildungseinrichtungen des Museums 1991 das Ridley-Tree Education Center gegründet. Das Museum verfügt seitdem über eine Fläche von rund 5.500 Quadratmeter. Neben den Ausstellungsgalerien gibt es Räume für die Verwaltung, Unterrichtsräume, eine Fachbibliothek mit mehr als 55.000 Büchern, ein Auditorium mit 154 Plätzen, einen Museumsshop und ein Museumscafé. Museumsdirektor ist seit 2008 Larry J. Feinberg.

## Sammlungen

### Europäische Kunst

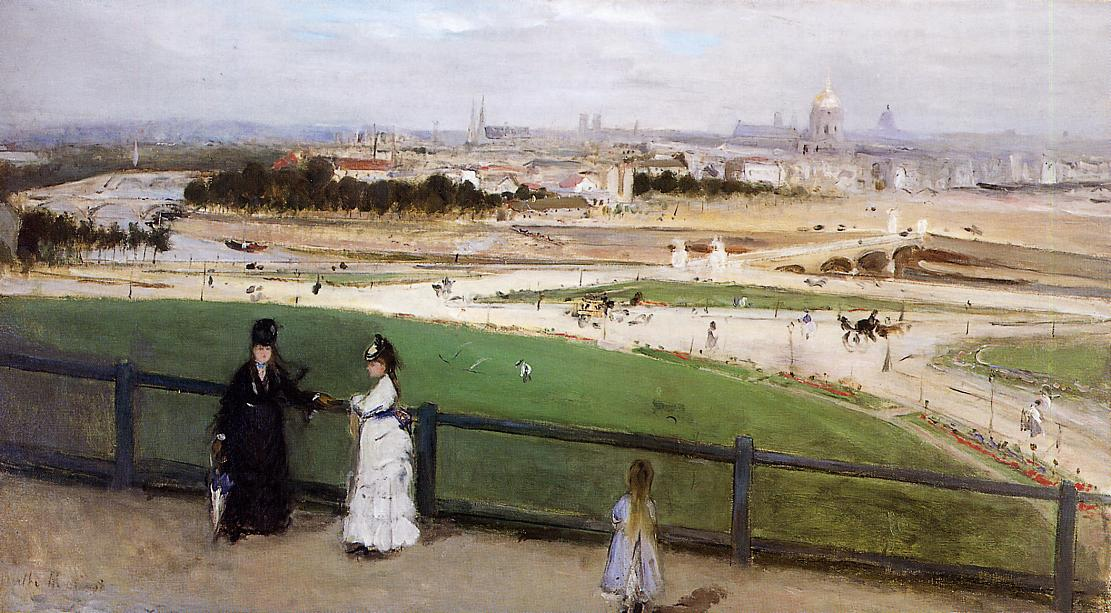
Berthe Morisot: Vue de Paris hauteurs du Trocadéro

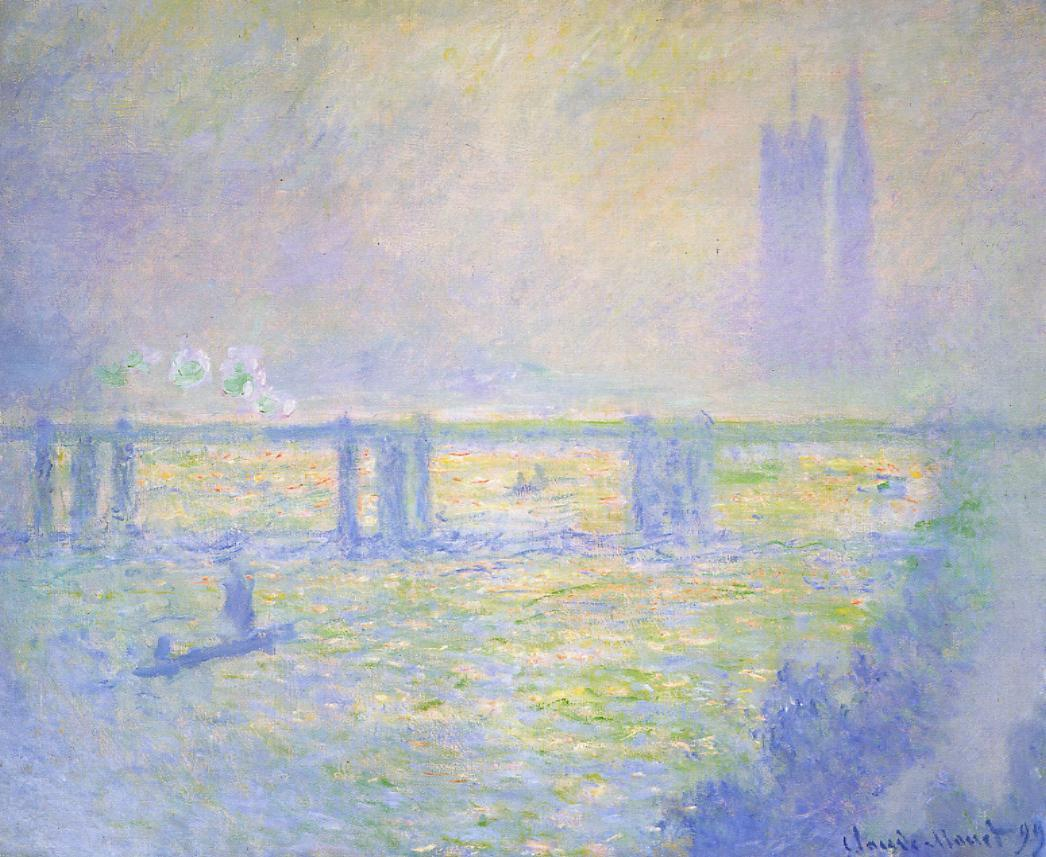
Claude Monet: Charing Cross Bridge

Die Abteilung für europäische Kunst hat ihren Schwerpunkt bei französischer Malerei der zweiten Hälfte des 19. Jahrhunderts und des beginnenden 20. Jahrhunderts. Zwar verfügt das Museum auch über einige Arbeiten französischer und englischer Kunst aus dem 18. Jahrhundert, aber in größerer Zahl finden sich Arbeiten erst ab etwa 1850. Von den Malern der Schule von Barbizon zeigt das Museum die Landschaftsbilder Les Glacis d’un Château-Fort-en-Ruine von Jean-Baptiste Camille Corot und Vallée de Saint-Ferjeux, Doubs von Théodore Rousseau. Mit Chrysanthèmes d’été gibt es ein typisches Blumenstillleben von Henri Fantin-Latour, mit Abbeville: Église de Saint-Vulfran eine Stadtansicht von Eugène Boudin und mit Portrait de Mademoiselle Martha Hoskier ein für die Malerei im Salon de Paris charakteristisches Porträt von William Adolphe Bouguereau.
Bedeutend ist die Sammlung mit Arbeiter der französischen Impressionisten. Drei Werke von Claude Monet gehören zur Sammlung: je eine Ansicht der Londoner Brücken Waterloo Bridge und Charing Cross Bridge sowie ein an der Mittelmeerküste entstandenes Landschaftsbild Villas à Bordighera. Hieran schließen sich weitere Landschaftsgemälde anderer Künstler, wie Rives de la Creuse von Armand Guillaumin und St. Mammès, Rives de la Seine von Alfred Sisley, an. Von Berthe Morisot gibt es die Stadtansicht Vue de Paris hauteurs du Trocadéro. ein weiteres Parismotiv stammt von Maurice Utrillo, dessen Notre Dame Dorèe in der Sammlung zu sehen ist. Als Dauerleihgabe ist in der Sammlung zudem das Gemälde Am Stadtrand von Paris von Vincent van Gogh. Auch von Henri Rousseau gibt es mit Le Donjon ein Landschaftsbild im Museum.
Der Symbolismus ist in der Sammlung mit einer Salomé von Odilon Redon vertreten. Von der Künstlergruppe Nabis ist das Gartenbild Jardin au Petit Pont von Pierre Bonnard und ein Blumenstillleben von Édouard Vuillard zu sehen. Weiterhin finden sich als Belege des Fauvismus ein Blumenstillleben von Andrè Derain und die Stadtlandschaft Pont Saint-Michel von Henri Matisse.
Die Gemäldesammlung wird durch einen kleinen Bestand an Skulpturen ergänzt. Hier finden sich Arbeiten von Jean-Baptiste Carpeaux, Jean-Léon Gérôme, Constantin Meunier, Auguste Rodin, Wilhelm Lehmbruck, Henry Moore und Jacques Lipchitz. Darüber hinaus verfügt das Museum über einen umfangreichen Bestand an Zeichnungen und Druckgrafik. Neben Blättern von Rembrandt van Rijn, Albrecht Dürer oder Giovanni Battista Piranesi besitzt das Museum das komplette Werk der satirischen Drucke von Honoré Daumier.

### Amerikanische Kunst

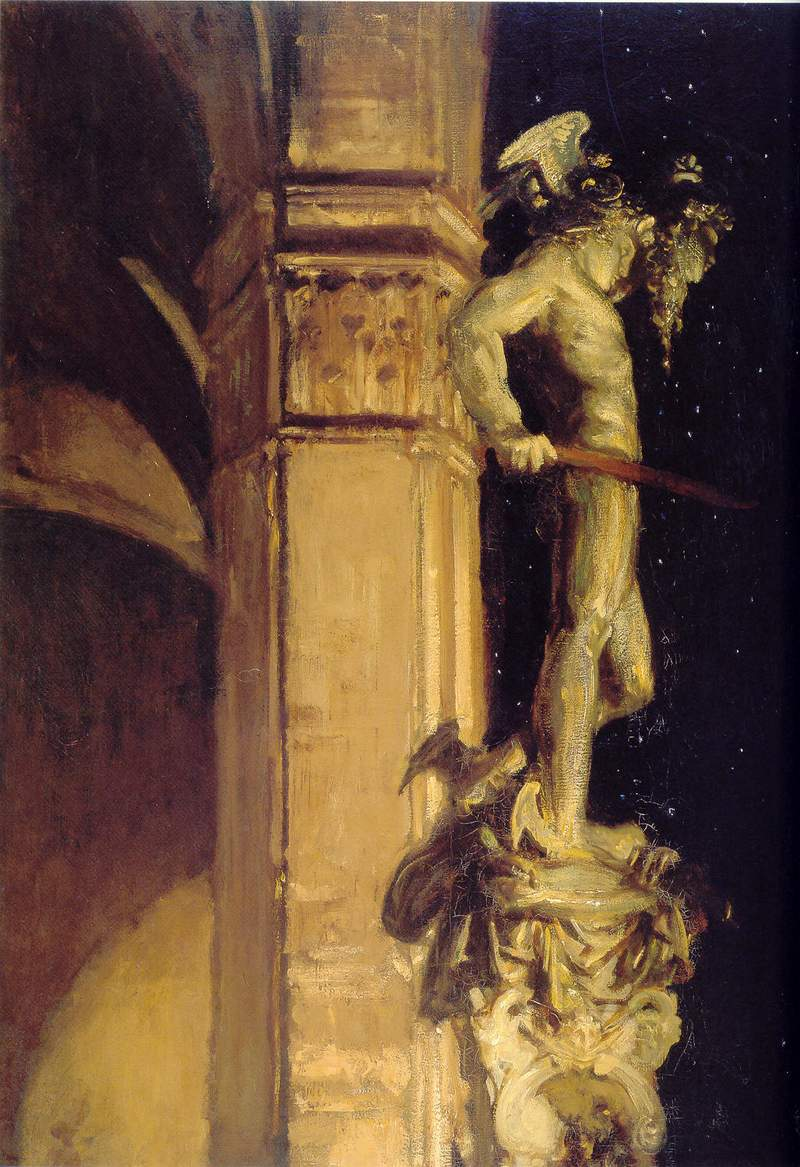
John Singer Sargent: Statue of Perseus by Night

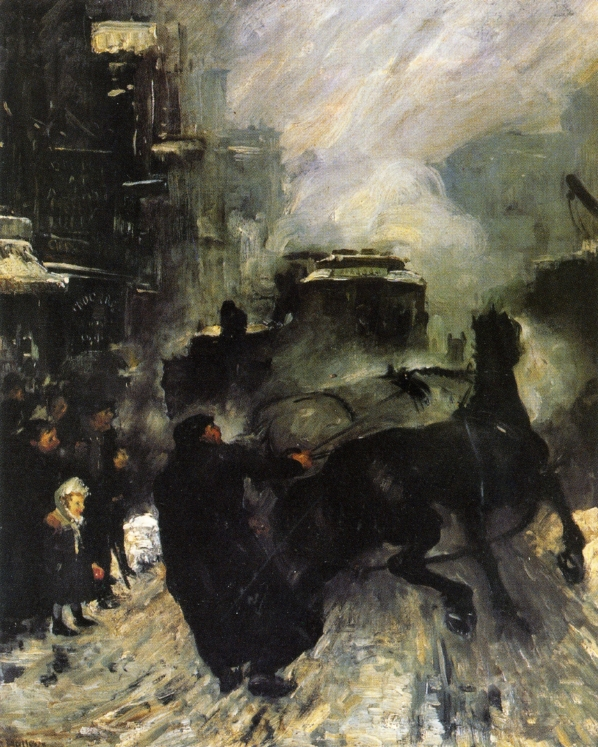
George Bellows: Steaming Streets

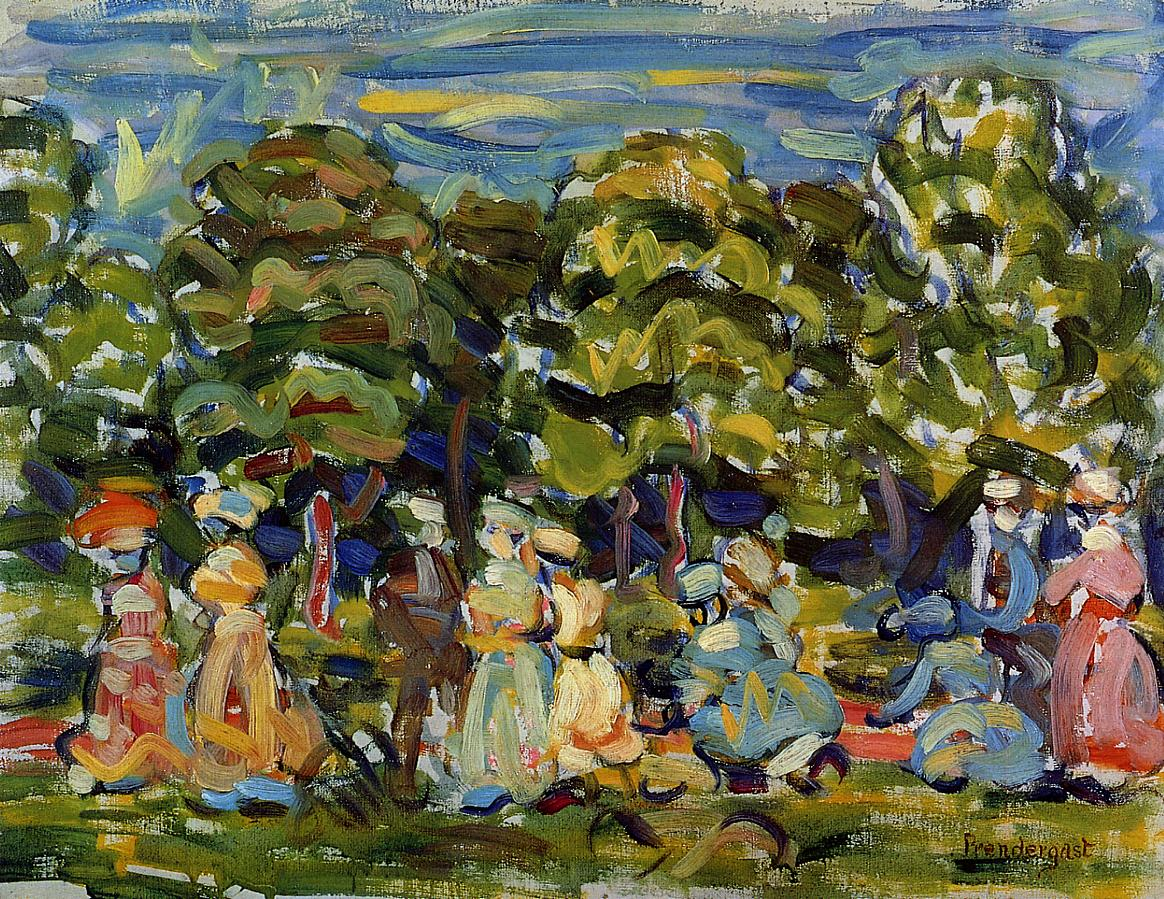
Maurice Prendergast: Summer in the Park

In der Abteilung für amerikanische Kunst zeigt das Museum Werke US-amerikanischer Künstler aus der Zeit von 1900 bis zum beginnenden 20. Jahrhundert. Spätere Arbeiten finden sich in der Abteilung für moderne und zeitgenössische Kunst. Zu den frühesten Gemälden in dieser Abteilung gehört das 1819 entstandene Gemälde Watching the Boats von Alvan Fisher, einem Pionier der nordamerikanischen Landschaftsmalerei. Im Stil der Romantik ist das 1835 entstandene Gemälde Landscape with Indians des in England geborenen Malers Thomas Birch gehalten. Von der europäischen Romantik beeinflusst waren vor allem die Maler der Künstlergruppe Hudson River School. Zu ihnen gehörte der an der Kunstakademie Düsseldorf ausgebildete Maler Albert Bierstadt, von dem das Museum das Gemälde Mirror Lake, Yosemite Valley besitzt. Weitere typische nordamerikanische Landschaftsbilder dieser Schule sind The Meeting of the Waters von Thomas Cole, Janetta Falls, Passaic County, New Jersey von Jasper Francis Cropsey, View of the Beach At Beverly, Massachusetts von John Frederick Kensett und Mountain Landscape von Thomas Moran. Einige Maler dieser Gruppierung schufen zudem Bilder auf Reisen in Europa. Hiervon zeugen die Gemälde Isola Bella, Lago Maggiore von Sanford Robinson Gifford und Moonrise in Greece von Frederic Edwin Church. Weitere Landschaftsbilder aus der Nachfolge der Hudson River School sind Morning, Catskill Valley von George Inness, Indian Rock, Narragansett Sound, Rhode Island von William Stanley Haseltine und View of Yosemite Valley von Thomas Hill.
Beispiele für die Genremalerei um 1870 sind die Arbeiten Boy Fishing von John George Brown und The Open Window von Samuel S. Carr. Von Winslow Homer, einem Vertreter des Realismus, besitzt das Museum die Waldszene Woman in Autumn Woods. Ebenfalls das ländliche Amerika zeigt George Henry Story in seinem Bild Wonders of the Barn. Mehrere Maler thematisierten den Wilden Westen der Vereinigten Staaten. Hierzu gehören Frank Tenney Johnson mit Cowboy with Lasso on Horse, Joseph Henry Sharp mit Elk Foot, Pueblo of Taos, New Mexico und Frederic Remington mit Fight Over a Waterhole.
Die amerikanische Stilllebenmalerei beginnt im Museum mit einem 1848 entstandenen Blumen- und Früchtearrangement nach niederländischem Vorbild von Severin Roesen. Hinzu kommt ein Apple Blossom Branch on a Table von Martin Johnson Heade sowie ein Grapefruit betiteltes Bild von Edward Chalmers Leavitt. Weitere Beispiele für die Stillleben-Malerei des 19. Jahrhunderts sind The Secretary's Table von William Michael Harnett und Still-Life with Cake, Still-Life with Pipe und das im Trompe-l’œil-Stil gemalte Bild My Studio Door von John Frederick Peto.
Der amerikanische Impressionismus ist in der Sammlung mit einigen wenigen Beispielen vertreten. So gibt es mit The Lady in Pink (Portrait of the artist's wife) und Lydia Field Emmett zwei Frauenporträts von William Merritt Chase und mit The Manhattan Club eine New Yorker Straßenszene von Childe Hassam. Von dem überwiegend in Europa lebenden John Singer Sargent findet sich das Helldunkelmotiv Perseus at Night (The Statue of Perseus in Florence) im Museum. Hinzu kommt die spätromantische Darstellung Lake by Moonlight von Ralph Albert Blakelock und die bereits im 20. Jahrhundert entstandenen Kalifornienlandschaften Santa Barbara Mission von Edward Henry Potthast und California Coastal Range von Lockwood de Forest. Hinzu kommt mit Yellow Hills ein 1919 gemaltes Frühwerk von Stuart Davis.
Beispiele für die Interieurmalerei zu Beginn des 20. Jahrhunderts sind Sideshow von Gifford Beal und Interior of His Brother’s House in Boston von Walter Gay. Die Bildnismalerei dieser Zeit wird repräsentiert durch das Gemälde Portrait of Master Douty von Thomas Eakins. Von 1923 datiert ein von ihrem Ehemann Abram Poole geschaffenes Porträt der schillernden Schriftstellerin Mercedes de Acosta.
Im Museum gibt es zudem eine größere Werkgruppe mit Arbeiten der Maler der Künstlergruppe Ashcan School. Hierzu gehören die in New York City entstandenen Stadtansichten Derricks on the North River von Robert Henri, East River from Brooklyn von William Glackens, City from the Palisades von John French Sloan, Summer in the Park von Maurice Prendergast, Steaming Streets von George Wesley Bellows und Sixth Avenue Shoppers von Everett Shinn. Ländliche Motive dieser Gruppe sind Redwoods von Arthur B. Davies, Royal Gorge, Colorado von Ernest Lawson und The Haunted House von George Benjamin Luks.
Zu den Skulpturen dieser Zeit gehören die in Marmor gearbeiteten Figuren Frauenkopf von Elie Nadelman, Venezia von Larkin Goldsmith Mead, Ruth Gleaning von Randolph Rogers und eine Porträtbüste des Charles Cheney als Kind von William Henry Rinehart. Weitere bildhauerische Werke sind der Bronzekopf Head of Victory von Augustus Saint-Gaudens, die ebenfalls in Bronze gearbeitete Cowboyfigur Where the Best of Riders Quit von Charles Marion Russell oder die mythologische Frauengestalt Flight of Night von Paul Manship.

### Moderne Kunst
Im Bereich der Kunst des 20. und 21. Jahrhunderts werden überwiegend Arbeiten aus Europa und Amerika gezeigt. Die europäische Malerei ist beispielsweise mit den expressionistischen Bildern Davos von Ernst Ludwig Kirchner und Die Alte Brücke von Max Pechstein in der Sammlung vertreten. Hinzu kommen das abstrakte Gemälde Linie-Fleck von Wassily Kandinsky oder die surrealistischen Werke Femme fuyant l’incendie von Joan Miró und Honey is Sweeter than Blood von Salvador Dalí. Die figürliche Malerei findet sich in den Bildern Junges Mädchen von Marc Chagall und Clownerie von Georges Rouault wieder. Darüber hinaus besitzt das Museum die Holzskulptur Pomona von Ossip Zadkine und die Bronze Kopf von Raymond Radiguet von Jacques Lipchitz.
Zu den Arbeiten von Künstlern aus den Vereinigten Staaten gehören ein Stillleben mit Früchten von Marsden Hartley, das Blumenbild Poppies von Charles Demuth, das Landschaftsbild Dead Cottonwood Tree von Georgia O’Keeffe und das surrealistische Werk Second Song von Kay Sage. Darüber hinaus  gibt es in der Sammlung mit November, Washington Square eine typische Stadtansicht von Edward Hopper. Weiterhin sammelt das Museum besonders Werke von Künstlern, die in Kalifornien gewirkt haben. Hierzu zählen das abstrakte Bild Untitled (LAL), 1985 von Edward Moses, eine Assemblage Untitled von Edward Kienholz, verschiedene Werke des Pop-Art-Künstlers James Gill oder das Interieurbild Woman and Checkerboard von Richard Diebenkorn.
Ein weiteres Sammelgebiet ist Kunst aus Lateinamerika. Hierzu zählen Bilder wie La Colina de los Muertos von David Alfaro Siqueiros, Las masas von José Clemente Orozco, Man Loading Donkey with Firewood von Diego Rivera, Madonna von Alfredo Ramos Martínez oder Mujer y niña von Carlos Orozco Romero. Weitere Werke aus diesem Bereich sind Dos Personajes von Gunther Gerzso Wendland, El fumador von Rufino Tamayo, The Casting of the Spell von Wifredo Lam, Composition von Joaquín Torres García und Fuga von Carlos Mérida.
Darüber hinaus zeigt das Museum Kunstwerke, die nach 1945 entstanden sind sowie zeitgenössische Arbeiten. Hierzu gehören Abstrakte Malerei wie Composition aus dem Jahr 1947 von Adolph Gottlieb und Untitledaus dem Jahr 1956 von Ernst Wilhelm Nay oder Op-Art wie Annul aus dem Jahr 1965 von Bridget Riley. Hinzu kommen Werke der Medienkunst wie TV Clock von Nam June Paik oder aus jüngerer Zeit die Stahlskulptur Turning the World Inside Out von Anish Kapoor.

### Asiatische Kunst
Das Museum verfügte von Beginn an über eine Abteilung mit Kunst und Kunsthandwerk aus Asien. Den Anfang bildeten 19 chinesische Textilien aus der Qing-Dynastie, die schon bald durch 92 Holz- und Steinskulpturen sowie Keramikarbeiten ergänzt wurden. Über die Jahrzehnte ist die Abteilung auf mehr als 2600 Exponate angewachsen, die eine Zeitspanne von mehr als 4000 Jahre umfassen. Zu den ältesten Stücken der Sammlung gehören chinesische Keramiken, die aus der Zeit um 2500 v. Chr. stammen. Weitere Exponate aus China sind beispielsweise verschiedene Jadefiguren, aus Ton gearbeitete Tierkreisfiguren aus der Sui-Dynastie oder Tang-Dynastie, eine Keramikschale aus der Song-Dynastie, eine stehende Holzskulptur der Guanyin-Bodhisattva aus der Jin-Dynastie oder eine Zeichnung auf Papierrolle von Gao Fenghan aus dem Jahr 1745. Aus Tibet gibt es ein aus dem 16. oder 17. Jahrhundert stammendes Mandala, das eine auf Stoff gemalte Gottheit zeigt.
Aus Japan gibt es im Museum neben japanischer Lackkunst (Urushi) vor allem einen größeren Bestand an Ukiyo-e-Holzschnitten. Hierzu gehören Arbeiten von Kobayashi Kiyochika und Katsushika Hokusai. Im Bereich der Malerei besitzt das Museum beispielsweise ein Bild mit Sagengestalten im Ōtsu-e-Stil von Shiokawa Bunrin. Zu den Ausstellungsstücken aus Indien gehört eine Sandsteinfigur, die Balarama als achter Avatara von Vishnu darstellt.